# NGC 559
NGC 559 (noto anche come C 8) è un ammasso aperto visibile nella costellazione di Cassiopea.

## Osservazione

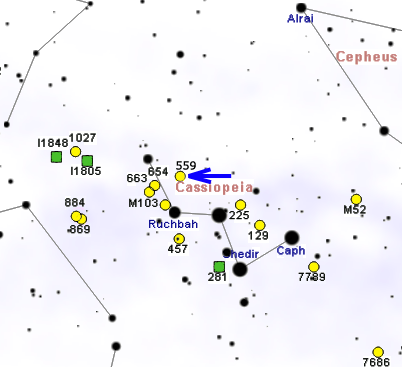
Mappa per rintracciare NGC 559.

Si tratta del più occidentale di un gruppetto di ammassi aperti molto vicini fra loro, osservabili presso la parte orientale dell'asterismo a "W" tracciato dalla costellazione di Cassiopea. NGC 559 si individua 2,5 gradi a WSW della stella ε Cassiopeiae (Segin), e appare come un piccolissimo e concentrato gruppo di stelline, le più brillanti delle quali sono di magnitudine 10. La magnitudine complessiva dell'ammasso è invece pari a 9,5, rendendolo un po' difficile da scorgere con un semplice binocolo; attraverso un telescopio da 150mm è possibile iniziarne una risoluzione soddisfacente, che si completa comunque con strumenti di 200-250mm di apertura.
NGC 559 ha una declinazione fortemente boreale, pertanto si presenta circumpolare da gran parte dell'emisfero nord, fino alle latitudini subtropicali; sebbene il periodo in cui raggiunge la sua massima altezza nel cielo serale sia compreso fra i mesi di settembre e dicembre, in gran parte dell'emisfero nord resta visibile per tutte notti dell'anno. Dall'emisfero sud, al contrario, la sua visibilità è limitata alle regioni comprese fra l'equatore e le regioni immediatamente a sud del Tropico del Capricorno.

## Storia delle osservazioni
NGC 559 venne scoperto da William Herschel il 9 novembre del 1787, durante le sue osservazioni lungo la Via Lattea boreale; egli gli assegnò la designazione VII 48 e lo descrisse come un ammasso compresso formato da alcune stelle lumnose e molte altre assai poco luminose, dalla forma circolare ma irregolare. Suo figlio John lo riosservò e lo inserì poi nel suo General Catalogue of Nebulae and Clusters col numero 330.

## Caratteristiche

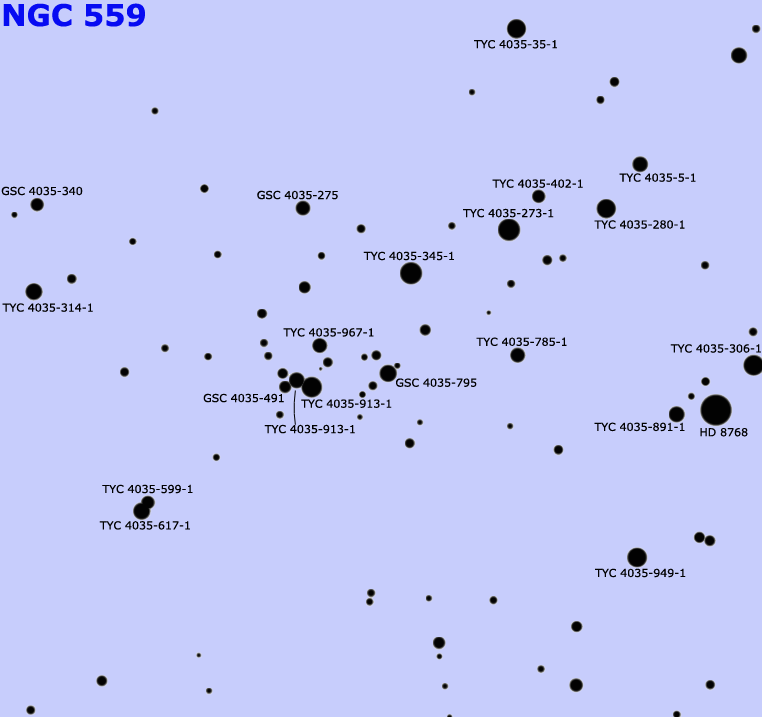
Mappa dettagliata di NGC 559.

L'ammasso appare discretamente compatto e ricco, con dei bordi irregolari, e contiene circa 150 stelle, una quarantina delle quali sono di dodicesima grandezza; la sua distanza è stimata attorno ai 1258 parsec (4100 anni luce) e appare molto concentrato, con un diametro spaziale di 10 anni luce. Le componenti più massicce, con una massa pari o superiore a 1,4 M⊙ appaiono più concentrate nelle regioni centrali rispetto alle stelle meno massicce, mostrando così tracce evidenti di segregazione di massa.
Poco a nord-ovest dell'ammasso è presente un resto di supernova, indicato con la sigla G127.1+0.5: quest'oggetto, che possiede una forma quasi perfettamente sferica ed emette onde radio, è stato studiato allo scopo di determinare eventuali legami con l'ammasso; se i due oggetti sono legati, tale resto si estenderebbe per oltre 50 anni luce di diametro. Tuttavia, una correlazione fra i due oggetti sembra essere improbabile, dato che il resto di supernova sembra avere un'età di 18.000 anni, ossia 100.000 volte più giovane dell'ammasso, che secondo alcune stime avrebbe invece un'età stimata in 1,8 miliardi di anni. Uno studio del 2002 basato su indagini fotometriche fornisce tuttavia un'età dell'ammasso pari a 400 milioni di anni, decisamente inferiore alle stime precedenti.

### Opere generali
- (EN) Stephen James O'Meara, Deep Sky Companions: The Caldwell Objects, Cambridge University Press, 2003, ISBN 0-521-55332-6.
- (EN) Jay M. Pasachoff, Atlas of the Sky, in Stars and Planets, New York, NY, Peterson Field Guides, 2000, ISBN 0-395-93432-X.
- (EN) Sir Patrick Caldwell-Moore, Firefly: Atlas of the Universe, Firefly Books Limited, 2003, ISBN 1-55297-819-2.

### Carte celesti
- Tirion, Rappaport, Lovi, Uranometria 2000.0 - Volume I - The Northern Hemisphere to -6°, Richmond, Virginia, USA, Willmann-Bell, inc., 1987, ISBN 0-943396-14-X.
- Tirion, Sinnott, Sky Atlas 2000.0, 2ª ed., Cambridge, USA, Cambridge University Press, 1998, ISBN 0-933346-90-5.